# Alaimonemella simplex
Alaimonemella simplex är en rundmaskart som beskrevs av Allgen 1935. Enligt Catalogue of Life ingår Alaimonemella simplex i släktet Alaimonemella och familjen Trefusiidae, men enligt Dyntaxa är tillhörigheten istället släktet Alaimonemella och familjen Tripyloididae. Arten är reproducerande i Sverige. Inga underarter finns listade i Catalogue of Life.